# Józef Marjański

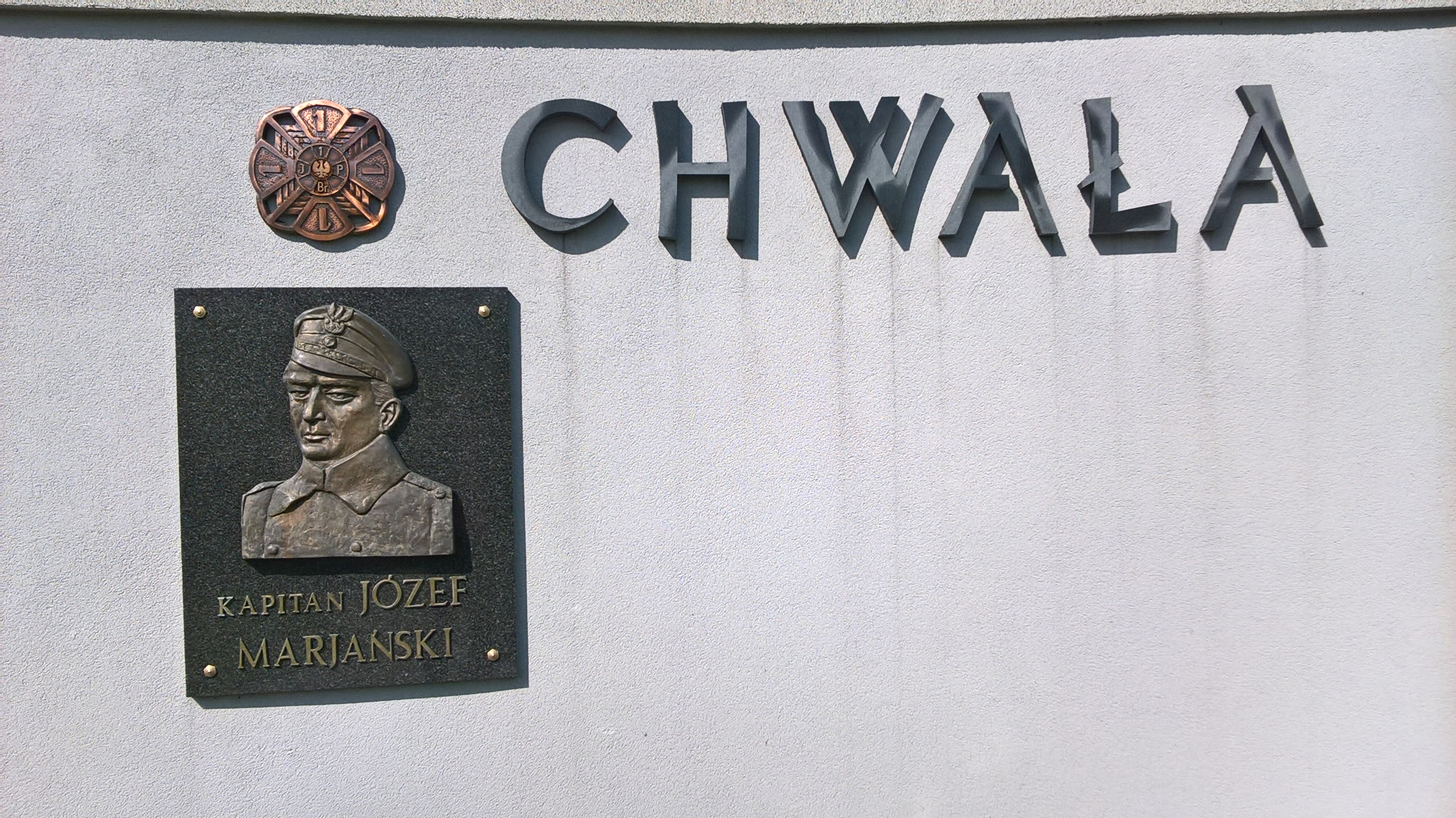
Upamiętnienie w Białymstoku

Józef Bronisław Marjański ps. „Marski”, „Roman”, „Wrzos” (ur. 10 sierpnia 1892 w Radomiu, zm. 22 sierpnia 1920 w Białymstoku) – kapitan piechoty Wojska Polskiego, kawaler Orderu Virtuti Militari, działacz niepodległościowy i socjalistyczny, żołnierz POW i oficer legionów Piłsudskiego, uczestnik wojny polsko-bolszewickiej.

## Życiorys
Urodził się 10 sierpnia 1892 w Radomiu, w rodzinie Szymona i Karoliny . Jego ojciec był szewcem, a matka zajmowała się domem oraz licznym potomstwem. Jeszcze jako uczeń gimnazjum handlowego zaczął działać w tajnej organizacji młodzieżowej. W obawie przed aresztowaniem za działalność niepodległościową Marjański uciekł do Lwowa, gdzie wstąpił na Politechnikę. Nadal działał też w organizacji niepodległościowej.
W 1914 w Krakowie zaciągnął się do Legionów Polskich, z którymi przeszedł cały szlak bojowy 1 pułku piechoty Legionów. 28 kwietnia 1916 został mianowany chorążym, a 1 listopada 1916 podporucznikiem piechoty. Po kryzysie przysięgowym został skierowany do obozu internowania w Legionowie. Po ucieczce z transportu udał się do rodzinnego Radomia, gdzie natychmiast wstąpił do konspiracyjnej Polskiej Organizacji Wojskowej. Od maja do listopada 1918 jako komendant VII Okręgu POW w stopniu podporucznika, kierował akcjami rozbrajania zaborców.
2 listopada 1918, na wieść o tym że okupanci zamierzają opuścić Kongresówkę, radomianie przejęli władzę w mieście. Marjański został jego wojskowym komendantem i jako komendant odebrał przysięgę na wierność Niepodległej Polsce. Wkrótce został również komendantem Radomskiego Okręgu Wojskowego. Brał udział w walkach w radomskiem i kieleckiem, zdobywał zbrojnie m.in. Kozienice i Wierzbnik.
Cały czas działał też w PPS i był zaliczany do jego ścisłego kierownictwa.
Podczas wojny polsko-bolszewickiej Marjański w stopniu kapitana dowodził I batalionem 1 pułku piechoty Legionów. 16 sierpnia 1920, po Bitwie Warszawskiej przed siłami 1 Dywizji Piechoty Legionów, w skład których wchodził 1 pp Leg., postawiono specjalne zadanie. Miała ona w błyskawicznym tempie zdobyć Białystok, jedyną, ograniczoną Narwią i Supraślą bramę na drodze z Białegostoku do Grodna i w ten sposób zamknąć drogę wycofującej się spod Warszawy 16 Armii bolszewickiej.
W ramach tej operacji do zwycięskiej konfrontacji z bolszewikami doszło 22 sierpnia podczas Bitwy Białostockiej. W czasie trudnych walk Marjański kilkukrotnie okazał się postacią kluczową, podrywając do walki walczące ze znacznie liczniejszym przeciwnikiem oddziały. Zginął wczesnym popołudniem, osłaniając wycofujący się sztab dywizji, w okolicy ówczesnego Zarządu Miasta przy ulicy Warszawskiej
Człowiek, o którym marszałek Piłsudski mówił „pierwszy z dzielnych”.
Marjański pochowany został na Białostockim Cmentarzu Wojskowym. W 1923 jego prochy ekshumowano, przewieziono do Radomia i z honorami wojskowymi pochowano na cmentarzu przy ul. Limanowskiego. Pośmiertnie został mianowany majorem .
Uchwałą Rady Miejskiej w Radomiu z dnia 22 lutego 2021 nadano mu tytuł honorowego obywatela miasta Radomia.

## Ordery i odznaczenia
- Krzyż Srebrny Orderu Wojskowego Virtuti Militari nr 7085 – 17 maja 1922[7]
- Krzyż Niepodległości z Mieczami – 20 stycznia 1931 „za pracę w dziele odzyskania niepodległości”[8]
- Krzyż Walecznych trzykrotnie[2]